# RV Gloria Michelle
Le RV Gloria Michelle, est un navire de recherche halieutique de la flotte de la NOAA (National Oceanic and Atmospheric Administration) et plus spécifiquement du service de la National Marine Fisheries Service (NMFS) depuis 1980. Avant sa carrière à la NOAA, c'était un crevettier commerciale qui est entré en possession du gouvernement des États-Unis après sa saisie pour avoir transporté de la marijuana. Enregistré sous le numéro NOAA F7201,Gloria Michelle mène des opérations dans les eaux côtières le long de la côte nord-est de l'Amérique du Nord.

## Historique
La Diesel Shipbuilding Company a construit Gloria Michelle à Jacksonville, en Floride, en 1974, en tant que bateau commercial à crevettes à coque en acier et avec un moteur diesel destiné au golfe du Mexique. En 1979, l'United States Customs Service  a saisi Gloria Michelle après avoir découvert 16 tonnes de marijuana dans sa cale à poisson, la plus importante saisie de drogues illicites de l’histoire du Mississippi. Après la conclusion du procès des personnes impliquées dans la contrebande de marijuana, Gloria Michelle a été séquestré dans un bayou près de Biloxi, dans le Mississippi, dans l'attente de son sort.
À peu près au même moment, le groupe d'ingénierie de la conservation du Northeast Fisheries Science Center (NEFSC) du National Marine Fisheries Service de la NOAA à Gloucester dans le Massachusetts, cherchait un remplaçant pour RV Rorqual, un ancien remorqueur portuaire de l'United States Army utilisé par le NEFSC pour appuyer ses activités de recherche scientifique sur les pêches et concevoir et tester des engins de pêche commerciale. Ayant trouvé Gloria Michelle bien adaptée à ces projets, la NOAA a acquis ce crevettier et l’a affecté au groupe de l’ingénierie de la conservation de Gloucester. Trop petit pour répondre aux critères de la NOAA pour entrer en service commandé, car il mesure moins de 27,4 mètres de longueur, Gloria Michelle est entré en service non commissionné avec la NOAA en tant que RV Gloria Michelle en 1980 après avoir subi d'importantes modifications et mises à niveau nécessaires pour opérer comme un navire de recherche.

### Caractéristiques et capacités
Construit comme un bateau de pêche commerciale, Gloria Michelle a offert de nombreuses fonctionnalités manquant à bord de son prédécesseur, le RV Rorqual. Configuré comme chalutier de poupe, il disposait d’un pont plus grand adapté aux travaux de recherche, d’une cale à poisson réfrigérée et d’un moteur diesel offrant une puissance deux fois supérieure à celle du moteur de RV Rorqual. Depuis son acquisition par la NOAA en 1979, Gloria Michelle a subi d’importantes modifications et améliorations, notamment la conversion de sa cale à poisson réfrigérée en un lieu d’accueil, un laboratoire et un système de traitement des eaux usées ; seule sa coque est désormais originale. Parmi les équipements que la NOAA a installés à son bord figurent un treuil et une grue articulée pour la manutention et la récupération des équipements. Sa coque est peinte en bleu profond et son rouf est blanc. 
Gloria Michelle a un équipage de deux personnes affectées en permanence, les deux officiers du NOAA Commissioned Officer Corps, l'un d'entre eux servant d'officier responsable commandant le navire pendant qu'il est en route et est son chef-administrateur lorsqu'il est au port. Il peut embarquer jusqu'à 14 personnes supplémentaires pour une mission d'une journée ou jusqu'à huit personnes supplémentaires pour une mission nécessitant une nuit à bord. Sauf pour de courts voyages, la NOAA affecte généralement temporairement un ou deux membres d’équipage à Gloria Michelle afin d’aider ses deux officiers affectés de manière permanente à l’exploitation du navire. Le personnel supplémentaire généralement embauché est constitué de scientifiques participant à la recherche halieutique. Gloria Michelle a une endurance de cinq jours, le facteur limitant étant la quantité de nourriture que le navire peut transporter pour son équipage et ses passagers.

### Historique des opérations et des services
Affecté au groupe d'ingénierie de la conservation du laboratoire NEFSC de Gloucester, son port d'attache, Gloira Michelle a commencé ses opérations avec la NOAA en 1980. Au cours de ses premières années, il a participé à des expériences en coopération et a testé de nouvelles dragues à pétoncles, chaluts à faisceau et filets de poisson de fond, conçus pour réduire les prises inutiles et destructrices. Lorsque le groupe d'ingénierie de la conservation a rejoint le laboratoire du NEFSC à Narragansett, dans le Rhode Island, au milieu des années 1980, la NOAA a également déménagé Gloria Michelle. Après que le NEFSC ait ouvert son laboratoire à Sandy Hook, dans le New Jersey, la NOAA a transféré Gloria Michelle à Sandy Hook au début des années 1990. Après ce passage, il a finalement déménagé dans son port d'attache actuel à Woods Hole, dans le Massachusetts, d'où il soutient le laboratoire de la NEFSC de Woods Hole.
Gloria Michelle opère le long de la côte nord-américaine, de la Virginie au Canada et aussi loin que le Georges Bank (en), généralement d'avril à octobre, offrant aux officiers subalternes du corps de la NOAA l'occasion de démontrer leur leadership et leur sens de la navigation à bord d'un navire. Il effectue une enquête annuelle sur les populations de crevette du golfe du Maine, une initiative conjointe du NEFSC et de la division des pêches maritimes du Massachusetts, pendant quatre semaines en juillet et août, embarquant dix passagers et son équipage pour des voyages, jusqu'à cinq jours à la fois. Depuis 1982, Il a également mené des enquêtes annuelles de printemps et d’automne, toutes les trois semaines, sur les populations de poisson de fond de la Division des pêches maritimes du Massachusetts. il a effectué des missions d'une semaine avec un équipage de trois ou quatre et cinq scientifiques. Au cours de ces relevés, Gloria Michelle pêche généralement pendant 15 à 20 minutes à la fois, amène tout ce que les scientifiques prennent pour mesurer et étudier, puis répète le processus. Les scientifiques choisissent les emplacements des enquêtes, certains au hasard et d’autres sur des sites historiques et dans ce dernier cas, les activités d'enquête doivent être réalisées exactement de la même manière chaque année. Les informations rassemblées par les scientifiques servent à déterminer les quotas de pêche pour chaque année, mais ils profitent également du processus d’enquête pour collecter d’autres informations présentant un intérêt.
Pendant le reste de sa saison d’exploitation annuelle, Gloria Michelle s’engage dans divers projets spéciaux, notamment le déploiement d’une bouée de données de vagues à Rhode Island Sound pour le Corps du génie de l'armée des États-Unis, la cartographie par sonar multifaisceaux de la topographie sous-marine, technologie, récupération des équipements perdus par d’autres navires et identification photographique de mammifères marins.  En 1994, Gloria Michelle a échantillonné des produits de la mer dans les eaux situées à l'intérieur et autour d'un dépotoir de déchet toxique dans la baie du Massachusetts pour le compte de la Food and Drug Administration, qui a déterminé que les produits de la mer étaient sans danger pour la consommation humaine. 
Le Contre-amiral Jonathan W. Bailey (en), directeur du NOAA Commissioned Officer Corps de 2007 à sa retraite en 2012, a été officier responsable de Gloria Michelle au début de sa carrière.  Le 1er juin 2012, le navire est devenu le premier navire de l'histoire de la NOAA ou de ses organisations ancestrales à compter un équipage entièrement féminin.

## Flotte de la National Marine Fisheries Service
La National Marine Fisheries Service (Service national de la Pêche maritime) est un organisme fédéral des États-Unis. C'est une division de la National Oceanic and Atmospheric Administration (NOAA) elle-même dépendante du département du Commerce des États-Unis. Le NMFS est responsable de l'intendance et de la gestion de ressources marines au sein de la zone économique exclusive des États-Unis, qui s'étend vers le large à environ 370 kilomètres de la côte.

### Note et référence
1. ↑  Lt. Anna-LizaVillard-Hoke, commandant du RA Gloria Michelle

- (en) Cet article est partiellement ou en totalité issu de l’article de Wikipédia en anglais intitulé « RV Gloria Michelle » (voir la liste des auteurs).